# Andorracallis pujadei
Andorracallis pujadei är en insektsart som beskrevs av Quednau 1999. Andorracallis pujadei ingår i släktet Andorracallis och familjen långrörsbladlöss. Inga underarter finns listade i Catalogue of Life.